# Inge Herbrecht
Inge Herbrecht (2 de septiembre de 1925 - 15 de abril de 2012) fue una actriz teatral, cinematográfica y televisiva de nacionalidad alemana.

## Biografía
Nacida en Karlsruhe, Alemania, Inge Herbrecht se formó como actriz en la academia teatral de su ciudad natal. En 1944 llegó su debut sobre el escenario, en el Teatro de Bolesławiec, trabajando después en Tubinga, de nuevo en Karlsruhe, y finalmente en Berlín. En esta ciudad actuó en el Deutsches Theater, en el Theater am Schiffbauerdamm y en la compañía Berliner Ensemble. Durante un tiempo permaneció detenida en la República Democrática de Alemania, trasladándose en la década de 1960 a Berlín Oeste, donde continuó su carrera en teatros locales, actuando por ejemplo en 1994 en el Hansa-Theater.
En los años 1950 Inge Herbrecht actuó en carias ocasiones frente a las cámaras de la República Democrática de Alemania, participando en 1954 en dos episodios de la serie de cortometrajes Das Stacheltier, y más tarde en la serie de suspense Blaulicht. Tras mudarse a la República Federal de Alemania, además de su actividad teatral, Herbrecht también obtuvo trabajo en la televisión. Ulrich Schamoni la incluyó en su película Es (1966), actuó en un episodio de Tatort y fue invitada de series como Motiv Liebe, Liebling Kreuzberg o Der Schatz im Niemandsland.
Inge Herbrecht falleció en el año 2012 en Berlín, Alemania. Estvo casada con el actor Gerhard Bienert hasta la muerte de él en 1986.

## Filmografía
- 1952 : Schatten über den Inseln
- 1954 : Das Stacheltier – Der vorbildliche Kranke (corto)
- 1954 : Das Stacheltier – Stiesels Institut für gute Sitten (corto)
- 1955 : Pauken und Trompeten (TV)
- 1956 : Was, Sie kennen Milton nicht? (TV)
- 1957 : Onkelchens Traum oder Eine seltsame Verlobung (TV)
- 1959 :  Blaulicht (serie TV), episodio Das Mädchen aus Zelle 7
- 1960 : Die Nacht in Zaandam (TV)
- 1960 : Blaulicht (serie TV), episodio Ein gewisser Herr Hügi
- 1966 : Es
- 1966 : Socialaristokraten (TV)
- 1968 : Einer fehlt beim Kurkonzert (TV)
- 1971 : Drüben bei Lehmanns (serie TV), episodio Der falsche Weg
- 1972 : Sprungbrett (serie TV), episodio Tommi bleibt am Ball
- 1972 : Das Geheimnis der alten Mamsell (TV)
- 1972: Motiv Liebe (serie TV), episodio Meta und Ernst
- 1973 : Im Reservat (TV)
- 1973 : Stationen (miniserie)
- 1974 : Unter einem Dach (serie TV)
- 1974 : Lohn und Liebe (TV)
- 1976 : Der aufrechte Gang
- 1977 : Jede Woche hat nur einen Sonntag (serie TV)
- 1978 : Das kalte Herz (miniserie)
- 1980 : Meister Timpe (TV)
- 1980 : Ein Kapitel für sich (miniserie)
- 1980–1981 : Achtung Zoll! (serie TV, 4 episodios)
- 1986 : Tatort (serie TV), episodio Die kleine Kanaille
- 1986 : Rosa Luxemburg
- 1986 : Lenz oder die Freiheit
- 1987 : Der Schatz im Niemandsland (serie TV)
- 1988 : Liebling Kreuzberg (serie TV), episodio Ehrengericht
- 1989 : Wedding

## Radio
- 1954 : Hans Pfriem, de Martinus Hayneccius, dirección de Käthe Rülicke-Weiler
- 1954 : Der kaukasische Kreidekreis, escrita y dirigida por Bertolt Brecht
- 1969 : Klassentreffen, de Evelyn Peters, dirección de Rolf von Goth